# Túnel número 20
Túnel número 20 és un curtmetratge documental espanyol dirigit el 2002 pel periodista madrileny de l'Agencia EFE Ramón de Fontecha en el que rescata l'accident ferroviari de Torre del Bierzo del 1944 al túnel número 20, en el que tot i que hi van morir unes 500 persones fou silenciat per la dictadura franquista.

## Producció
En la elaboració va utilitzar dos anys i 27 hores de rodatge. En la recreació es va utilitzar la màquina de vapor Mikado, declarada Bé d'Interès Cultural i que pertany a l'Associació d'Amics del Ferrocarril de Lleó. Segons Fontecha, el curtmetratge:
| « | és un intent de rehabilitar la memòria de morts i supervivents i de rescatar aquest capítol de la història ferroviària d'Espanya. | » |

## Sinopsi
El fil conductor de la història són els records d'una dona supervivent que torna al lloc dels fets. El 2 de gener de 1944, l'exprés correu número 421, compost per 12 vagons i centenars de passatgers, va sortir de Madrid en direcció a La Corunya. Al matí del dia 3, en el túnel número 20, en la rodalia de Torre del Bierzo (Lleó), a més de 360 quilòmetres de Madrid, va xocar amb un tren de mercaderies carregat de carbó i amb una màquina de maniobres que va calcinar part del comboi dins del túnel. Les autoritats van donar una xifra oficial de 57 morts, encara que estudis posteriors augmentaren la xifra fins a 500. Supervivents i familiars van revivint les escenes prèvies al sinistre, mentre que tècnics ferroviaris expliquen les causes i les seves conseqüències.

## Premis
Fou presentada a la 47a edició de la Seminci. Fou guardonada amb el Goya al millor curtmetratge documental (2003).